# ديانا بيانكي
ديانا بيانكي (بالألمانية: Diana Bianchi) (و. 1951 – م) هي مؤرخة العصر الحديث، من الأوروغواي، ولدت في مونتيفيديو.